# السحابة الخارقة

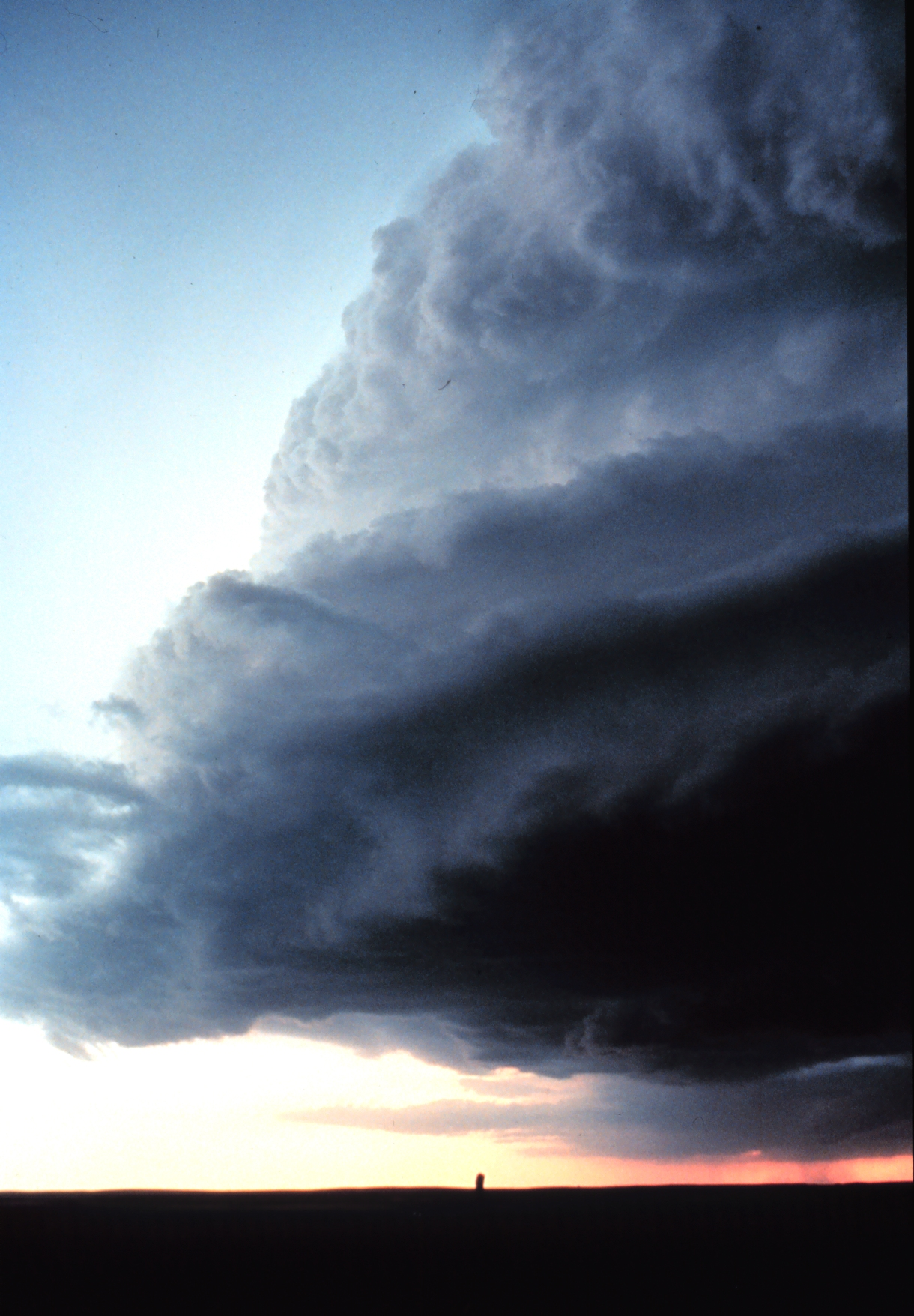
سحابة الخارقة

السحابة الخارقة أو ما يسمى (بالإنجليزية: super cell)‏ هذا النوع من السحب يتكون عادة في ظروف خاصة جدا فهي تحتاج رطوبة كبيرة في طبقات الجو العليا ونوعين من تيارات الهواء هواء بارد وهواء دافئ رطب وتتكون تلك الخلايا في مناطق فوق المدارية لزيادة فرص تقابل هذه الأنواع من الرياح التي ينتج عنها تلك النوع من الخلايا السحابية تبدء هذه الخلايا عند تقابل منخفض جوي بارد بي تيار هوائي رطب قادم من المناطق الاستوائية.
ينتج عن هذه التصادم تصعيد للهواء حيث يرتفع الهواء الدافئ الاخف وزنا فوق الهواء البارد الأثقل وزنا ويهيئ الهواء البارد في طبقات الجو قبل نزولة الظروف الجيدة لتكاثف ذرات الماء التي تكبر وتصبح عملاقة ، لكن لشدة الفرق في درجات حرارة الهواء ، يتصاعد الهواء بسرعة كبيرة إلى طبقات الجو العليا مما يحمل معه قدر كبير من ذرات الماء إلى الأعلى ، لكن تصعيد الهواء في تلك الأنواع من السحب يكون تصعيد دوار أي أن الهواء يدور حول بعضه بسبب اختلاف درجة الحرارة مما يعطي السحابة شكلها المميز.
تظل قطرات الماء تتكاثف في وقت قصير بسبب شدة اختلاف حرارة الهواء وتصبح عملاقة وتتجمد مما يعطي السحابة لونها الأسود القاتم وتتكون سحب منخفضة تعرف باسم shelf cloud بسبب الهواء البارد الذي يتحرك إلى الأسفل ثم تبدء تلك السحابة في الغالب بسبب الدوران وانخفاض الضغط الشديد بتكوين مركز تدور حولة وغالبا ما ينزل من هذه المركز اعصار قمعي منخفض الضغط جدا يحمل رياح عاتية يسمة بي tornado قد تصل فية سرعة الرياح إلى 500 كيلومتر في الساعة وضغط يصل إلى 100 مليبار وهو ضغط منخفض جدا يكفي لشفط الاسفلت من الشارع
يصاحب هذه الأعاصير أو هذه السحب وابل كثيف من حبات البرد عملاقة للغاية يصل قطر بعضها إلى 7 سنتيمترات أي بحجم حبات البرتقال وأمطار غزيرة وصواعق مميتة تقطع تلك السحب مساحات كبيرة جدا بحسب طول عمر المنخفض البارد وحجم جبهة الباردة.

## معرض صور

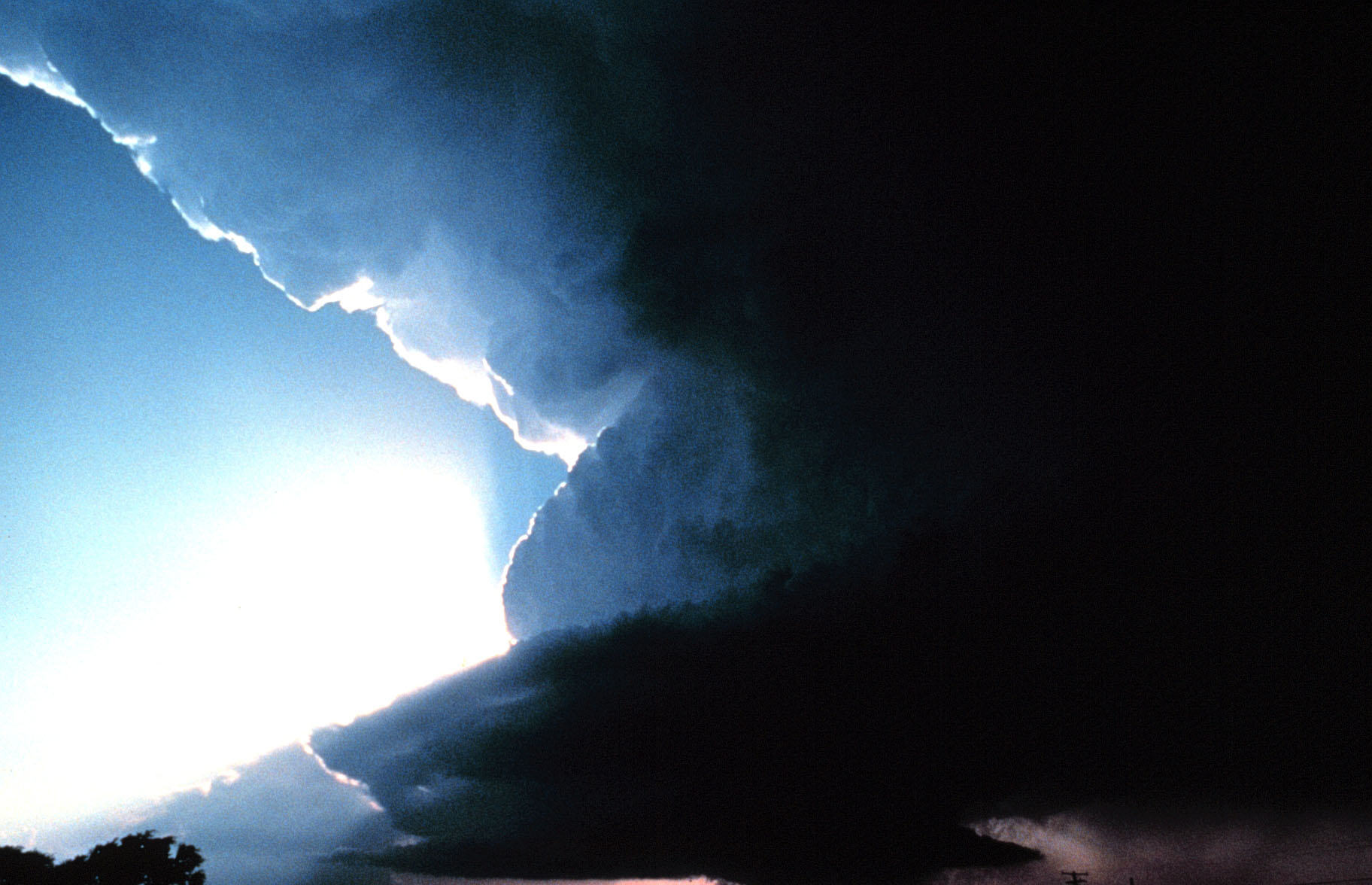
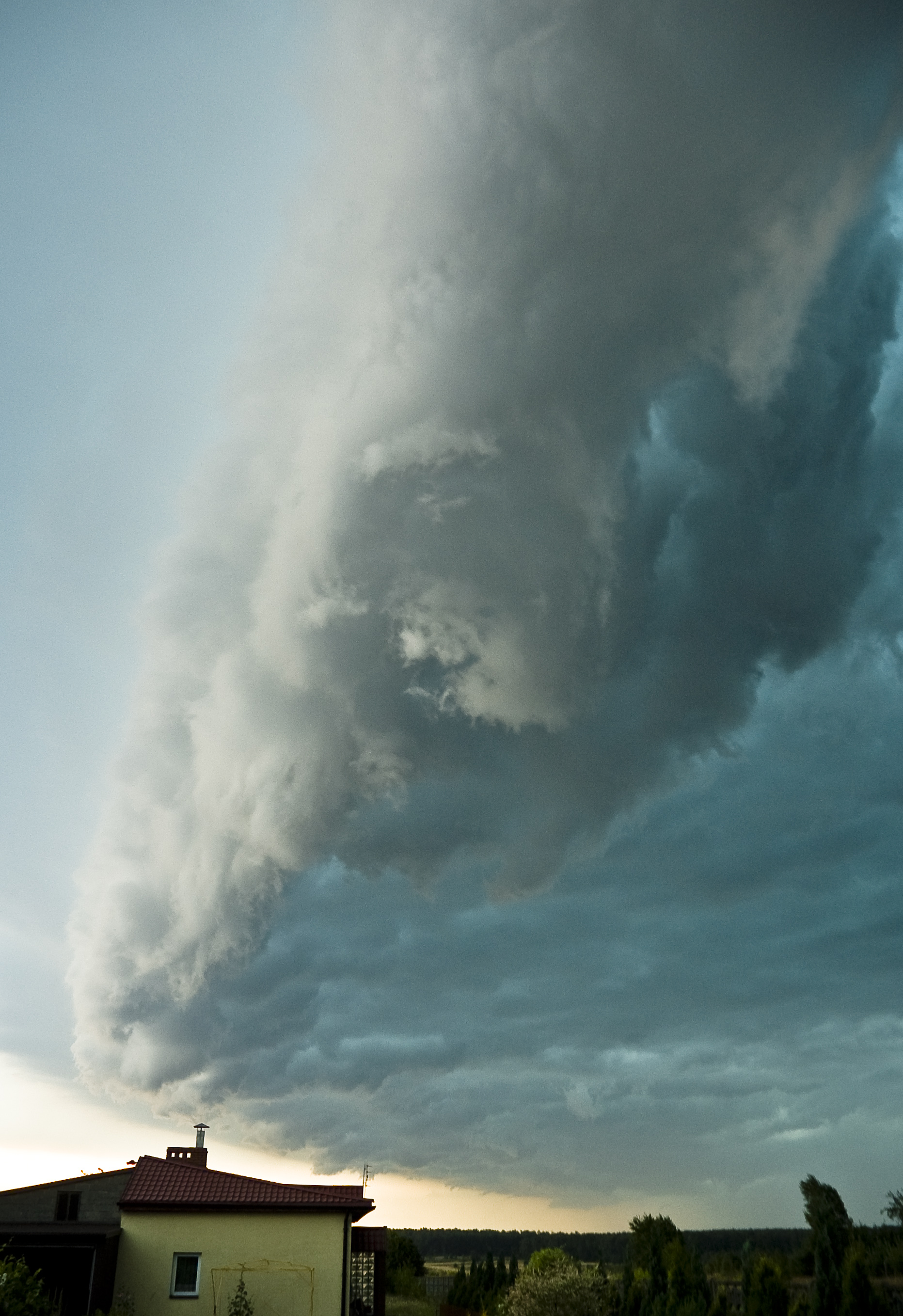
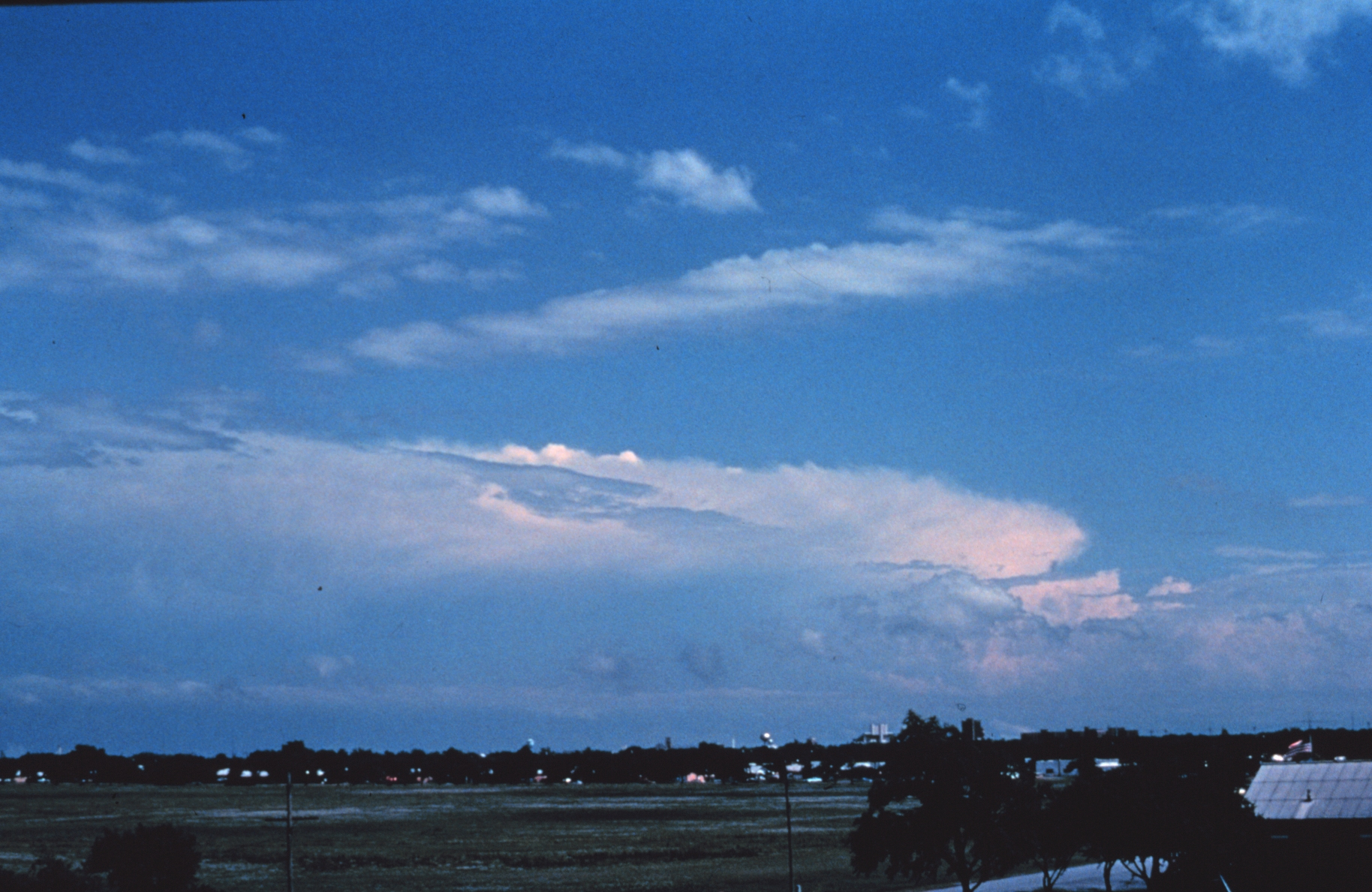
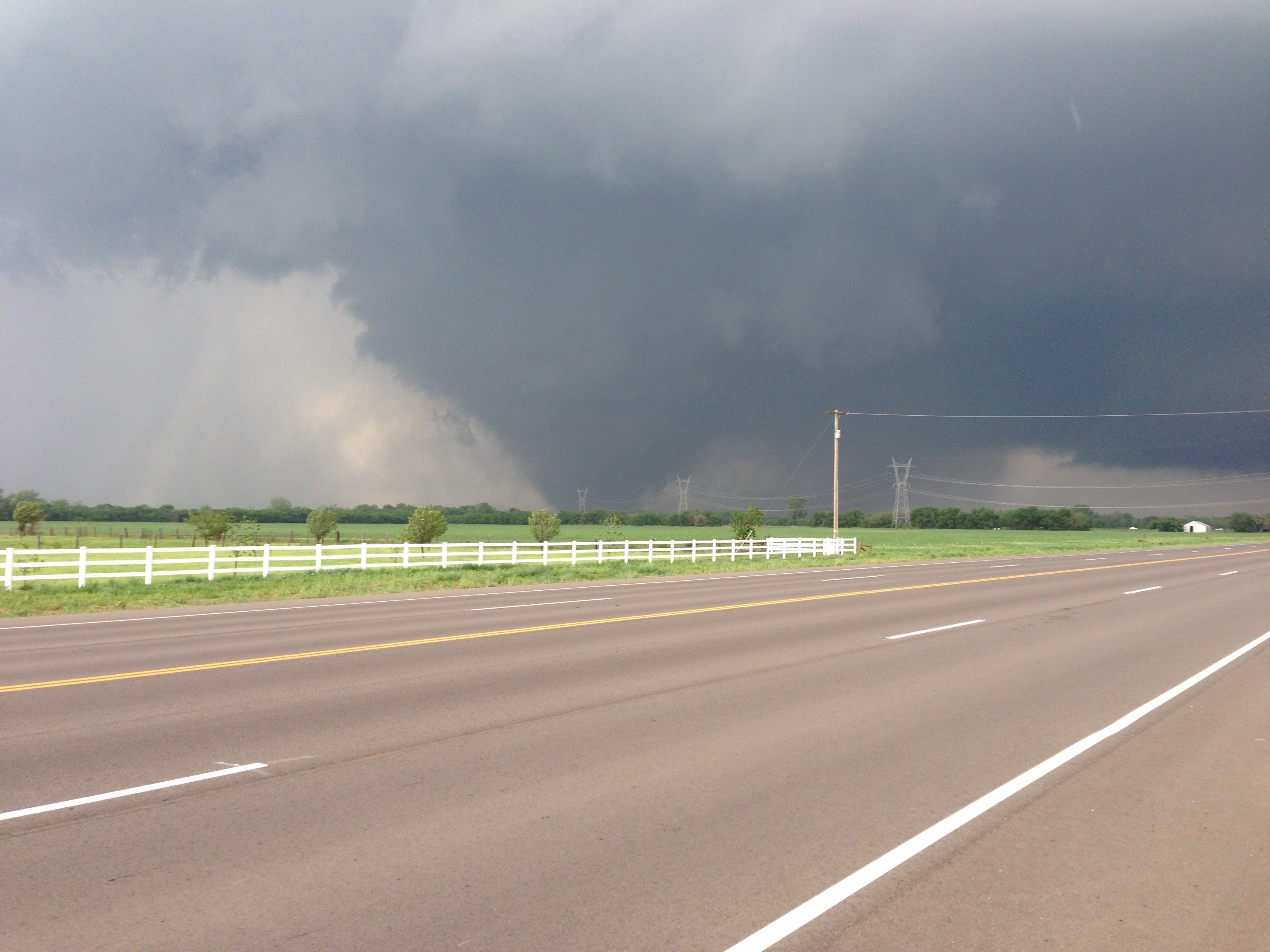